# ترکیب آزو
در شیمی به ترکیب‌هایی ترکیب‌های آزو گفته می‌شود که دارای شکل مولکولی R-N=N-R' باشند
؛ که در آنR و R' هرکدام می‌توانند آروماتیک یا آلیفاتیک باشند. گروه N=N گروه عاملی آزو یا دی‌ایمید نامیده می‌شود

یک ترکیب آزو, 4-هیدروکسی فنیل آزو بنزن، یا گفته می‌شود آزوی رنگ زرد

یکی از ساده‌ترین ترکیبات آزو آزوبنزن است. بسیاری از این ترکیبات رنگی هستند و در تولید رنگ‌ها و جوهر به کار می‌روند. این ترکیبات از دیازن مشتق می‌شوند.